# 협후강
협후강(狹喉綱, Stenolaemata)에 속해 있는 동물은 대부분 바다에 살고 촉수관이 둥근 모양이며, 휴지아를 생성하지 않는다. 그러나 협후강에 속해 있는 대부분의 동물이 절멸했고, 원구목에 속한 동물만 현재 생존해 있다.

## 하위 분류
현존하는 1~2개의 목을 포함하고 있다.
- Esthonioporata
- 원구목 (Cyclostomatida 또는 Cyclostomata)
- † Cryptostomata
- † Cryptostomida
- † Cystoporata
- † Cystoporida
- † Fenestrida
- † Melicerititida
- † Trepostomatida